# 유비트 플러스
유비트 플러스(Jubeat Plus)는 일본의 컴퓨터·비디오 게임 개발사인 코나미에서 출시한 리듬 게임인 유비트의 모바일 디바이스 이식작으로, 최초 출시 버전부터 3.9.11버전까지는 iOS 계열에서 구동되었다. 2010년 11월 8일 일본 앱스토어에 아이패드용이 출시되었으며, 2011년 2월 19일에는 아이폰용이 출시되었다. 2011년 8월 10일에는 북미 앱스토어에 Jukebeat라는 이름으로 로컬라이제이션되어 출시되었다. 2018년부터는 한동안 컨텐츠가 끊겼다가, 2021년 5월 7일 전면 리뉴얼된 4.0.0 버전이 출시된 이후 안드로이드 OS에도 정식 대응하기 시작했다.

## 게임 규칙

### 점수 계산
점수 계산법의 경우 유비트와 동일한데, 유비트의 점수 만점은 1,000,000점이다. 점수에는 노트 점수와 보너스 점수로 나눌 수 있는데, 노트 점수는 비트를 치는 타이밍에 따라 퍼펙트(Perfect), 그레이트(Great), 굿(Good), 배드(Bad), 미스(Miss)로 나눌 수 있다.

#### 노트 점수 계산법
- 퍼펙트 : 900,000을 총 노트 수로 나눈 값
- 그레이트 : 퍼펙트 점수의 70%
- 굿 : 퍼펙트 점수의 40%
- 배드 : 퍼펙트 점수의 10%
- 미스 : 0 (마커가 사라질 때까지 누르지 않은 경우)

각 판정들로 얻은 점수들의 총합이 노트 점수가 된다. 만점은 900,000점이다.

#### 보너스 점수 계산
만점 1,000,000점에서 100,000점은 보너스 점수에서 얻게 된다. 구체적인 계산 방법은 다음과 같다.
```
보너스 점수
 = 100,000*
보너스 카운터
```

보너스 카운터는 0에서 시작하며, 0~1의 값을 가진다. 노트를 칠 때마다 다음의 점수가 가감된다.
- 퍼펙트, 그레이트 : 2/(총 노트 수)
- 굿 : 1/(총 노트 수)
- 배드, 미스 : -4/(총 노트 수)

보너스 점수는 배경의 애니메이션 변화에 따라 알 수도 있다. 이 때문에 배경 점수 또는 셔터 점수라고도 한다.

### 레이팅 시스템
플레이 이후에 점수값에 따라 등급이 정해지는데, C등급 이상을 얻게 되면 클리어이고, D등급이나 E등급을 맞으면 실패처리된다. 유비트 리플즈 이후에 결정된 레이팅 체계를 이용한다.
- E Rating - 0~499,999
- D Rating - 500,000~699,999
- C Rating - 700,000~799,999
- B Rating - 800,000~849,999
- A Rating - 850,000~899,999
- S Rating - 900,000~949,999
- SS Rating - 950,000~979,999
- SSS Rating - 980000~999,999
- Excellent - 1000000

## 게임 모드

### 플러스 모드
- 최초 출시때부터 존재했던 모드로, 구매한 악곡을 제한없이 플레이할 수 있는 모드이다. 리뉴얼 이전에는 악곡 팩을 DLC 형태로 구매할 수 있었으나, 리뉴얼 이후에는 jBlock이라는 게임 내 재화를 사용하여 악곡 팩을 구매할 수 있다. jBlock는 유료 재화와 무료 재화가 나누어져 있으며, 일부 악곡 팩은 유료 재화로만 구매가 가능하다. 리뉴얼 이전에는 언제든지 플레이 가능했으나, 리뉴얼 이후 버전에서는 네트워크가 연결되어 있지 않으면 어플리케이션 자체가 가동되지 않기 때문에 인터넷에 연결되어 있어야 한다.

### 통상 모드
- 리뉴얼 이후 등장하게 된 기본 모드로, 스태미나를 일정량 소모하여 수록된 악곡을 플레이할 수 있는 모드이다. 게임 내 채보는 게임 플레이를 통해 획득한 코인을 통해 해금하는 방식으로, 1시간에 한 번 광고 시청을 통해 미해금된 악곡을 플레이할 수 있다. 이 모드에서 플레이한 데이터도 플러스 모드에 있는 악곡과 플레이 데이터는 공유되나, 구매 체계가 다르기 때문에 통상 모드에서 해금한 악곡이 플러스 모드에 수록되지 않는다. 또한 플러스 모드와 통상 모드간의 수록곡 차이도 존재한다.

### 매칭 플레이
- 2.9.0에서 대전 기능으로 처음 추가되었다. 3.9.11까지는 근처에 있는 플레이어들끼리 블루투스 통신을 통해 매칭되는 로컬 매칭의 형태만 존재했지만, 4.0.0 업데이트 이후 한동안 삭제되었다 4.3.0 업데이트로 다시 추가되었다. 리뉴얼 이후에는 온라인을 통해 매칭을 이루게 되며, 통상 모드의 일부로 들어가 있기 때문에 플레이에는 스태미나가 소모된다. 또한 온라인 매칭이기 때문에 매칭될 때까지 대기가 가능했던 구 버전과는 다르게 100초의 카운터가 추가되었다.

### 챌린지 스크래치 (폐지)
- 3.9.0 버전에서 추가된 신규 기능으로, 1주간 스태프 추천곡 16곡이 배정되며 미보유한 곡들을 일시 해금하여 플레이할 수 있는 모드이다. 리뉴얼 이후 통상 모드로 대체되며 삭제되었다.

## 기타
- 리뉴얼 이후 홀드 노트의 판정 방식이 절대 시간 판정으로 변경되었다. 리뉴얼 이전의 홀드 노트 판정 방식(아케이드 방식)은 길이 비례 판정이기 때문에 플레이에 주의가 필요하다.